# Frea nyassana
Frea nyassana är en skalbaggsart som beskrevs av Aurivillius 1914. Frea nyassana ingår i släktet Frea och familjen långhorningar.
Artens utbredningsområde är Malawi. Inga underarter finns listade i Catalogue of Life.